# National Ignition Facility
Le National Ignition Facility, ou NIF, est un laser de recherche extrêmement énergétique, construit au sein du laboratoire national Lawrence Livermore, à Livermore (Californie, États-Unis).
Le NIF a des usages multiples. Ses deux fonctions principales sont le test des armes nucléaires des États-Unis et les expériences liées à l'énergie de fusion.

## Présentation générale
Le National Ignition Facility utilise la technique du confinement inertiel pour permettre aux scientifiques d'étudier la fusion nucléaire et les autres domaines d'utilisation des plasmas extrêmement denses.
La mise en œuvre de ce concept dans le NIF utilise 192 faisceaux laser de grande puissance, qui, après un parcours d'environ 300 mètres, sont focalisés sur une cible située au centre d'une « chambre d'expériences », sphère métallique de dix mètres de diamètre. La cible, constituée d'une capsule recouverte de béryllium renfermant un mélange de deutérium et de tritium servant de combustible de fusion, est ainsi comprimée jusqu'à des densités de 900 kg/dm3, soit environ six fois la densité du centre du Soleil. L'ensemble développera une puissance de 500 térawatts (mille fois la puissance électrique produite à tout instant par les États-Unis, en 2010), mais pendant une période de quelques nanosecondes (milliardièmes de seconde) seulement, pour parvenir à l'effet désiré. Le résultat espéré est la réalisation de réactions de fusion nucléaire auto-entretenues.

## Histoire
En octobre 2005, une première tranche de huit lasers était achevée.
La fin de la construction du NIF est prévue en 2009, la première ignition étant planifiée pour 2010[Passage à actualiser]. Dans la proposition d'origine, au début des années 1990, le coût d'un « super laser » avait été estimé à moins de 700 millions de dollars. En 2009, l'évaluation du coût total de l'installation est comprise entre 3,5 et 6 milliards de dollars.
Lors d'un test opérationnel, le 8 août 2021, il semble que la fusion ait été réalisée, produisant une énergie égale à 70 % de l'énergie laser mise en jeu et émettant un excès de neutrons compatible avec une réaction en chaîne. On a utilisé du diamant comme conteneur de la cible,.
Près d'un an plus tard, les tentatives pour reproduire la quasi-fusion réalisée en août 2021 ayant échoué, les responsables du programme ont décidé de chercher à augmenter l'énergie du laser et à accroître l'efficacité de la cible.
Le 5 décembre 2022, le NIF a atteint le seuil où l'énergie produite est supérieure à l'énergie consommée : ses 192 lasers ont concentré 2,05 MJ sur la cible, qui en fusionnant a dégagé 3,15 MJ ; mais l'expérience a nécessité à peu près 300 MJ du réseau. Il faudra encore quelques décennies pour parvenir à la fusion commerciale.

## Critiques
Un des arguments utilisés par les opposants au projet NIF porte sur le fait que la fusion par confinement magnétique serait plus prometteuse en matière de production d'énergie, et que l'argent dépensé serait mieux employé dans un projet comme ITER. Les partisans du projet NIF, quant à eux, mettent en avant l'absence de résultats concrets des techniques de confinement magnétique en matière de production utilisable d'énergie, malgré le temps considérable qui y a déjà été consacré, ainsi que les nombreuses décennies qui devront encore s'écouler avant tout espoir d'une production nette d'énergie par les successeurs d'ITER (le premier réacteur commercial de fusion issu d'ITER n'est pas attendu avant 2050).
D'autres critiques portent sur le premier objectif du projet, c'est-à-dire le maintien en bon état de fonctionnement du stock d'armes nucléaires des États-Unis (Stockpile Stewardship and Management Program), en particulier l'étage « fusion » des bombes à hydrogène. Cet étage étant considéré comme extrêmement résistant, les partisans de ce type de critique estiment qu'il ne serait pas nécessaire d'effectuer un contrôle selon les méthodes mises en œuvre par le NIF ; en outre, ils pensent que l'expérience acquise avec le NIF serait de peu d'utilité si des problèmes devaient survenir sur les composants de l'étage « fusion » de ces bombes.
Enfin, certains[Qui ?] considèrent que toute dépense supplémentaire destinée à maintenir les capacités de l'armement nucléaire est un gâchis financier et un recul par rapport à l'objectif ultime du désarmement nucléaire.